# Pastușe, Ciortkiv
Pastușe (în ucraineană Пастуше) este o comună în raionul Ciortkiv, regiunea Ternopil, Ucraina, formată numai din satul de reședință.

## Demografie
Componența lingvistică a comunei Pastușe
     Ucraineană (99,75%)
     Alte limbi (0,25%)
Conform recensământului din 2001, majoritatea populației comunei Pastușe era vorbitoare de ucraineană (99,75%), existând în minoritate și vorbitori de alte limbi.